# 西田崇
西田 崇(にしだ たかし、1976年1月24日- )は、山形県出身のプロスノーボーダー。
東北のバックカントリーやストリート中心に活動している。長野オリンピックではハーフパイプ日本代表にまでなった。
日本スノーボードシーンにおいて強い影響力を持つ人物のうちの一人である。

## メイビーエム
スノーボード、スケートボードのためのブランド「メイビーエム」を立ち上げる。尚、メイビーエムとは「MEYBE THEM」（きっとあいつらだ）という言葉に由来する。海外ブランドK2から販売しているRIDEがスノーボードのメインスポンサー。昨年国産ゴーグルブランドRAGE EYE INTERFACEグローブブランドaudry jonesへ移籍。ブーツはDC SHOESで、いずれもそのブランドのメインライダーである。